# Charlotta
Charlotta est un prénom féminin pouvant désigner:

## Prénom
- Charlotta Almlöf (en) (1813-1882), actrice suédoise
- Charlotta Arfwedson (en) (1776-1862), comtesse et artiste suédoise
- Charlotta Bass (c. 1874-1969), militante américaine des droits civiques
- Charlotta Berger (en) (1784-1852), écrivaine et traductrice suédoise
- Charlotta Cedercreutz (en) (1736-1815), artiste et dame de compagnie suédoise

- Charlotta Cederström (1760-1832), peintre suédoise
- Charlotta Aurora De Geer (en) (1779-1834), comtesse suédoise et tenante de salon littéraire
- Charlotta Deland (en) (1807-1864), actrice suédoise
- Charlotta Djurström (en) (1807-1877), actrice suédoise
- Charlotta Eriksson (en) (1794-1862), actrice suédoise
- Charlotta Fougberg (née en 1985), athlète suédoise en 3 000 m steeple
- Charlotta Frölich (1698-1770), écrivaine et historienne suédoise
- Charlotta Jonsson (en) (née en 1973), actrice suédoise
- Charlotta von Liewen (en) (1683-1735), comtesse suédoise
- Charlotta Elisabeth van der Lith (en) (1700-1753), planteuse hollandaise du Suriname
- Charlotta Löfgren (en) (1720-1784), poétesse et femme de lettres suédoise
- Charlotta Lönnqvist (en) (1815-1891), personnalité culturelle finlandaise
- Charlotta Malm-Reuterholm (en) (1768-1845), artiste et peintre finno-suédoise
- Charlotta Öberg (en) (1818-1856), poétesse suédoise
- Charlotta Pisinger (en) (née en 1960), médecin danois
- Charlotta Raa-Winterhjelm (1838-1907), actrice suédoise
- Charlotta Richardy (en) (1751-1831), industriel suédois
- Charlotta Roos (en) (1771-1809), médium suédoise
- Charlotta Säfvenberg (née en 1994), skieuse alpine suédoise
- Charlotta Schlyter (en), diplomate et ambassadrice suédoise
- Charlotta Seuerling (en) (c. 1782-1828), chanteuse suédoise
- Charlotta Skjöldebrand (en) (1791-1866), dame de cours suédoise
- Charlotta Sörenstam (en) (née en 1973), golfeuse professionnelle suédoise
- Charlotta Sparre (en) (1719-1795), dame de noblesse suédoise
- Charlotta Wersäll (en) (1858-1924), dame de noblesse suédoise

## Deuxième prénom
- Anna Charlotta Schröderheim (en) (1754-1791), dame de noblesse suédoise
- Catharina Charlotta Swedenmarck (en) (1744-1813), écrivaine finno-suédoise
- Eleonora Charlotta d'Albedyhll (en) (1770-1835), comtesse suédoise
- Elisabet Charlotta Piper (en) (1787-1860), dame de compagnie suédoise
- Elisabeth Charlotta Karsten (1789-1856), peintre suédoise
- Hedvig Amalia Charlotta Klinckowström (1777-1810), comtesse et artiste suédoise
- Hedvig Charlotta Nordenflycht (1718-1763), poétesse suédoise
- Helena Charlotta Åkerhielm (en) (1786-1828), traductrice et dramaturge suédoise
- Linda Charlotta Sällström (née en 1988), joueuse finlandaise de football
- Lovisa Charlotta Borgman (en) (1798-1884), violoniste suédoise